# التقسيم العادل

طريقة تقسيم عادل

التقسيم العادل هو مشكلة تقسيم مجموعة من الموارد على عدة أشخاص لهم استحقاق لها، بحيث يحصل كل شخص على نصيبه المستحق.  تظهر هذه المشكلة في العديد من أوضاع العالم الحقيقي، مثل: تقسيم الميراث، وحالات فسخ الشراكة، وتسويات الطلاق، وتخصيص التردد الإلكتروني، وإدارة حركة المطارات، واستغلال الأقمار الصناعية لمراقبة الأرض. يعد هذا التقسيم مجال بحث نشط في الرياضيات والاقتصاد (خاصة نظرية الخيار الاجتماعي) ونظرية الألعاب وحل النزاعات والمزيد. المبدأ الأساسي للتقسيم العادل هو أن مثل هذا التقسيم يجب أن يقوم به اللاعبون أنفسهم (أطراف النزاع)، ربما باستخدام وسيط ولكن بالتأكيد ليس حكمًا لأن اللاعبين فقط هم الذين يعرفون حقًا كيف يقدرون بضائعهم.
خوارزمية القسمة العادلة النموذجية حاليا هي «خوارزمية قسمة واختيار». توضح أن عميلين لهما أذواق مختلفة يمكنهما تقسيم كعكة بحيث يعتقد كل منهما أنه حصل على أفضل قطعة. يمكن النظر إلى البحث في التقسيم العادل على أنه امتداد لهذا الإجراء للعديد من الإعدادات المعقدة.
هناك العديد من الأنواع المختلفة من مشاكل التقسيم العادل، اعتمادًا على طبيعة البضائع المراد تقسيمها، ومعايير الإنصاف، وطبيعة اللاعبين وتفضيلاتهم، ومعايير أخرى لتقييم جودة التقسيم.